# حيرام والدن
حيرام والدن (بالإنجليزية: Hiram Walden)‏ هو محامي وسياسي أمريكي، ولد في 21 أغسطس 1800 في باوليت في الولايات المتحدة، وتوفي في 21 يوليو 1880. نشط حزبياً في الحزب الديمقراطي. وقد انتخب عضو جمعية ولاية نيويورك وانتخب عضو مجلس النواب الأمريكي.